# وو ون جيون
وو ون جيون (بالصينية: 吳文俊) (الصينية: 吴文俊؛ 12 مايو 1919 - 7 مايو 2017)، المعروف أيضًا باسم وو وين تسون، عالم رياضيات وأكاديمي صينيّ في الأكاديمية الصينية للعلوم (CAS)، اشتهر أسلوب وو الخاص بالمميز.

## سيرته الذاتية
```
موطن أجداد وو 
جياشان
، بمقاطعة 
تشجيانغ
. ولد وو في 
شنغهاي
 وتخرج من 
جامعة تشياو تونغ الوطنية
 في عام 1940. وفي عام 1945، درَّس وو عدة أشهر في 
جامعة هانغتشو
 (التي اندمجت فيما بعد في 
جامعة تشجيانغ
) في هانغتشو.
```